# Pectínids
Els pectínids (Pectinidae), coneguts popularment com a petxines, són una família de mol·luscs bivalves, emparentats de prop amb les cloïsses i les ostres. Viuen en aigües profundes en la major part dels mars, sobre bancs de sorra neta i ferma a prop de la costa, fins a 100 m de profunditat. Són hermafrodites, i maduren primer les gònades masculines.

## Característiques
La valva és ondulada, i la inferior és més gran que la superior que és gairebé plana. Les ondulacions irradien des del vèrtex de cada valva, fent un dibuix similar a un ventall. Les seves vores són esmolades i ondulades.
Les valves estan formades bàsicament de carbonat càlcic i tenen tres capes; la capa interna o nacarada, la capa intermèdia o brillant que representa la pràctica totalitat de la petxina, i la capa externa o periostrac, una capa aspra que els exemplars més vells solen perdre a causa de l'abrasió o el desgast.

## Simbolisme
Les conquilles dels mol·luscs han estat des de símbols mitològics o religiosos, com identificador dels pelegrins, fins a objectes de comerç o material per guarniments o instruments sonors.
La petxina comuna (Pecten jacobaeus) és el símbol del pelegrí] en el Camí de Santiago. La raó és que, en ser típic de les costes de Santiago, antigament els pelegrins ho portaven als seus llocs d'origen com prova que havien arribat fins al final del viatge.